# Farské jezero
Farské jezero je vodní plocha o rozloze 0,74 ha vzniklá jako mrtvé rameno řeky Labe po provedení regulace Labe v dvacátých letech 20. století. Farské jezero se nalézá v lukách asi 0,5 km východně od areálu hypermarketu TESCO Hradec Králové v okrese Hradec Králové. Farské jezero je využíváno pro sportovní rybolov.

## Galerie

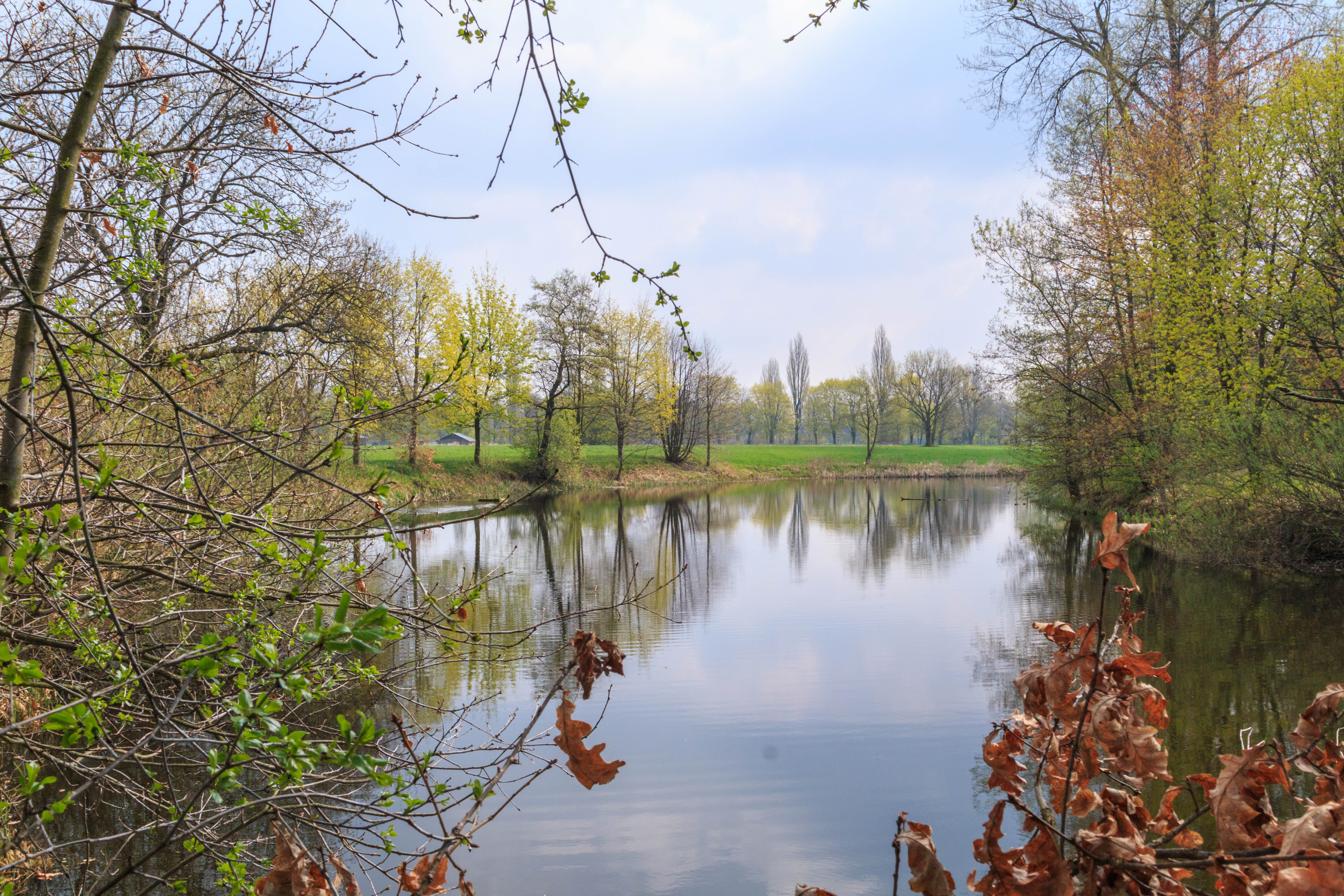
pohled na Farské jezero u Hradce Králové
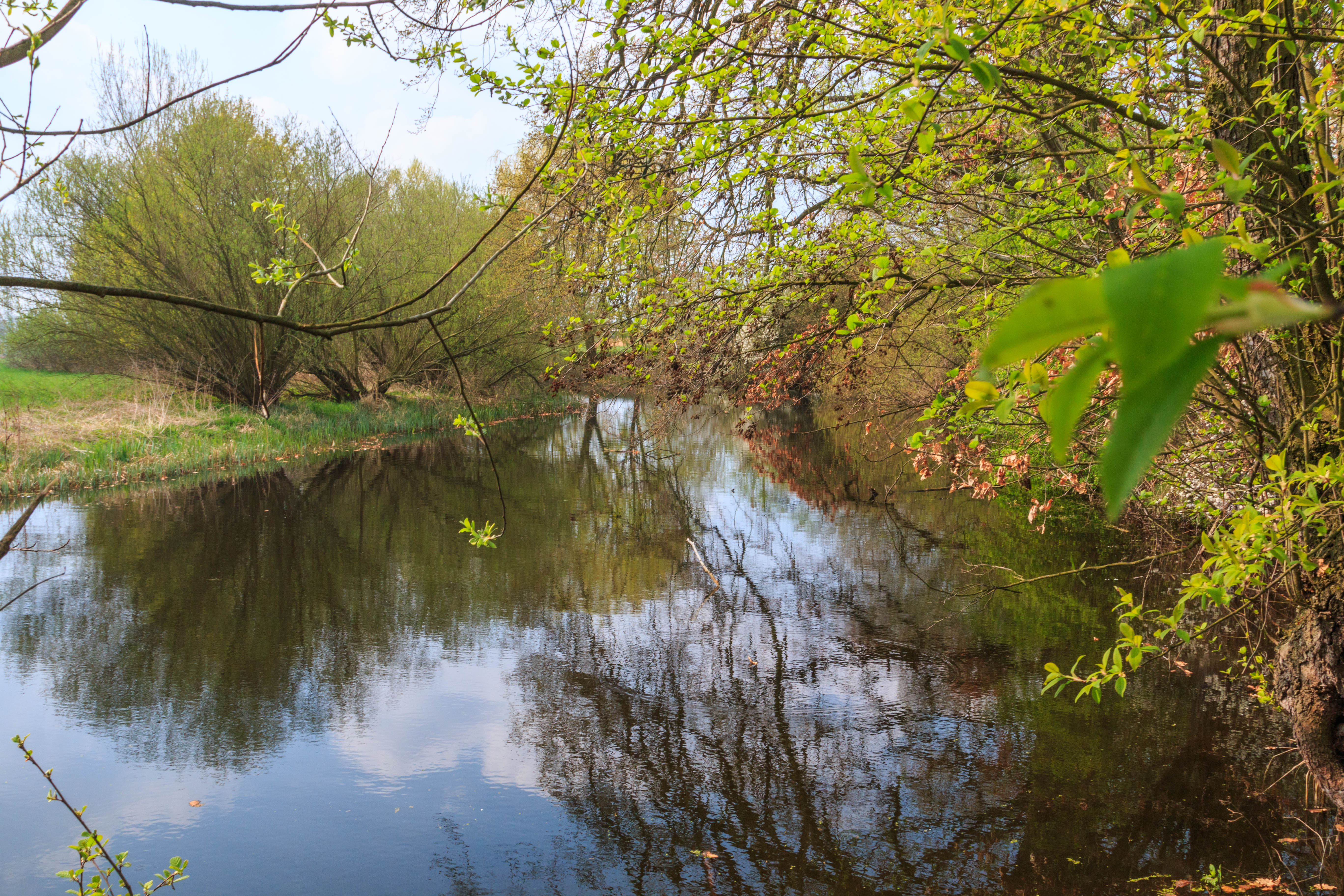
pohled na Farské jezero u Hradce Králové
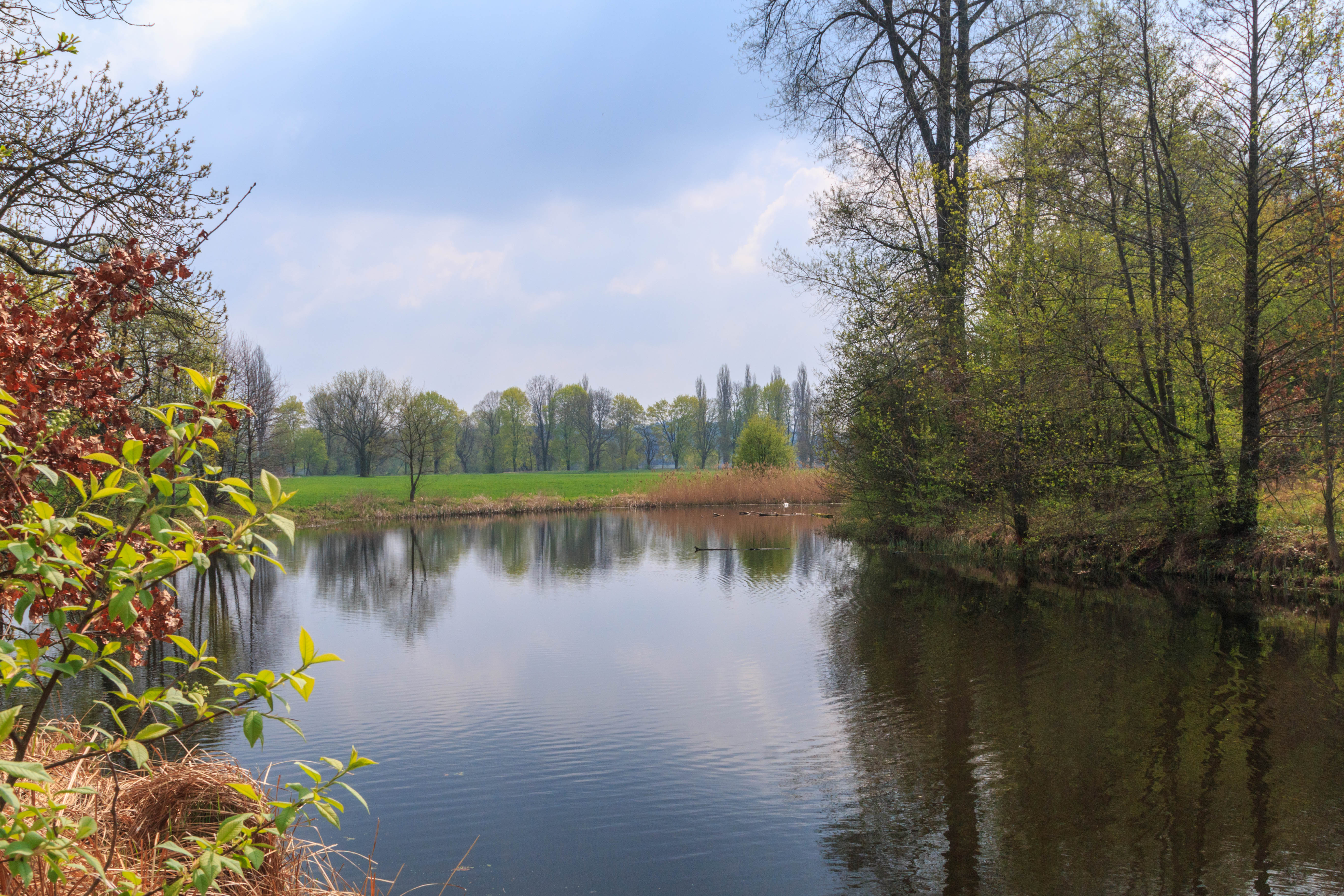
pohled na Farské jezero u Hradce Králové
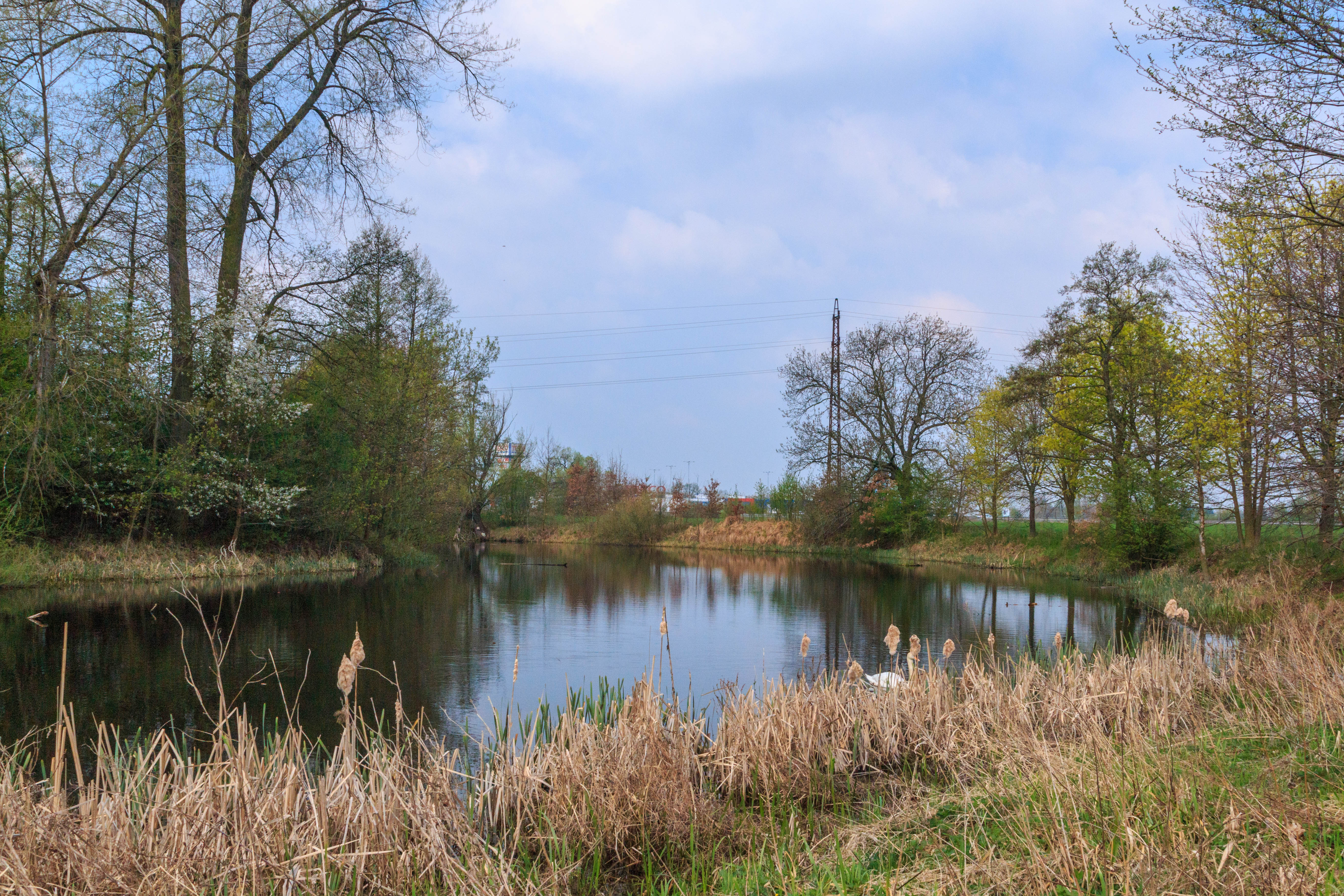
pohled na Farské jezero u Hradce Králové